# 兵庫県道260号三尾浜坂線
兵庫県道260号三尾浜坂線（ひょうごけんどう260ごう みおはまさかせん）は、兵庫県美方郡新温泉町を通る一般県道である。

## 概要
美方郡新温泉町三尾から美方郡新温泉町芦屋に至る。

### 路線データ
- 起点：美方郡新温泉町三尾（林道三尾御崎線起点）
- 終点：美方郡新温泉町芦屋（兵庫県道127号浜坂港浜坂停車場線起点）
- 総延長：9.022 km

## 路線状況

### 重複区間
- 兵庫県道263号竹田指坑線（美方郡新温泉町指杭 - 美方郡新温泉町浜坂）

### 道路施設

#### トンネル
- 三尾トンネル：延長281 m、1982年（昭和57年）竣工、美方郡新温泉町

## 地理

### 通過する自治体
- 美方郡新温泉町

### 交差する道路
| 交差する道路                         | 交差する場所     | 交差する場所 |
| ------------------------------------ | ---------------- | ------------ |
| 林道三尾御崎線                       | 三尾             |              |
| 兵庫県道261号赤崎久谷停車場線        | 赤崎             |              |
| 兵庫県道263号竹田指坑線 重複区間起点 | 指杭（さしくい） |              |
| 兵庫県道263号竹田指坑線 重複区間終点 | 浜坂             |              |
| 兵庫県道127号浜坂港浜坂停車場線      | 芦屋             | 終点         |

### 沿線
- 兵庫県立浜坂高等学校